# Bergwerk Mausbach
Das Bergwerk Mausbach in Heidelberg im Stadtteil Ziegelhausen war ein  Manganerzbergwerk. Es bestand von 1890 bis 1919.

## Geschichte
Der Mutung durch die Röchling’schen Eisen- und Stahlwerke (heute: Buderus Edelstahl) wurde am 4. Dezember 1890 durch Friedrich I. Großherzog von Baden stattgegeben. Mit der Niederbringung mehrerer, bis zu 20 m tiefer Versuchsschächte in der Gemarkung nordwestlich von Ziegelhausen begann eine 2-jährige Explorationsphase, hierbei wurde ein Manganerzlager mit einer Mächtigkeit von 60 cm entdeckt. Die Mangan-Vorkommen lagen in oxidierter Form als Manganmulme in den geologischen Schichten des Zechstein und Rotliegend des Perm vor und wurden als abbauwürdig befunden.
In 20 m Teufe wurde zunächst eine 70 m lange Versuchsstrecke mit hölzernen Türstöcken aufgefahren.

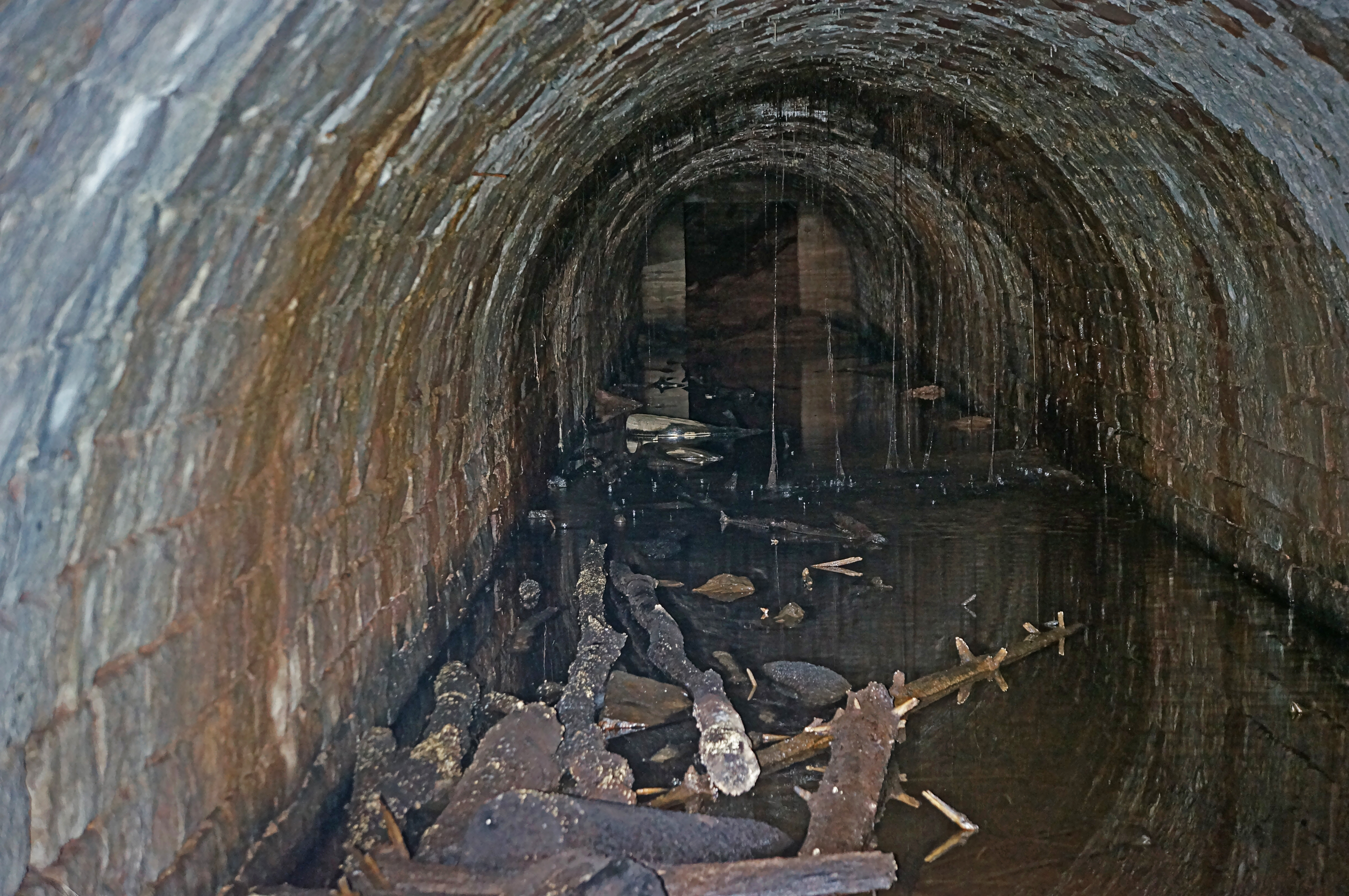
Bergwerk Mausbach, Hauptförderstollen

Ab 1893 wurde 400 m nördlich ein Förderstollen mit 2,80 m Breite und 2 m Höhe vorgetrieben. Die ersten 35 m führten durch Hangschutt aus Buntsandstein-Material und wurden deswegen ausgemauert. Die folgende Strecke führte durch Granit und war dadurch standfest. Im November 1895 war der Förderstollen auf 362 m ausgebaut, im Frühjahr 1896 wurde der Mangan-Erz führende Zechstein-Dolomit erreicht. Bis Ende 1896 wurde der Stollen auf 460 m verlängert. Im darüberliegenden Abbaustollen wurde auf der gesamten Länge insgesamt 130 t Mangan-Erz abgebaut.
Der geringe Mangan-Gehalt und die schlechte Erz-Qualität ließen Zweifel an der Rentabilität aufkommen. 1897 wurde ein weiterer Versuchsschacht mit 70 m Teufe eingerichtet, der keine abbauwürdigen Lagerstätten aufzeigte. Deswegen wurde das Bergwerk im Juli 1897 vorübergehend stillgelegt.
Ab 1918 wurde der Betrieb für einige Monate fortgeführt, weitere 97 t Mangan-Erz wurden gefördert. Der geringe Mangan-Gehalt des Erzes und der aufwändige Erztransport zur Völklinger Hütte rechtfertigten allerdings keinen weiteren Abbau.
Erst 1936 wurde ein erneuter Anlauf zur Förderung unternommen, dieser aber rasch wieder eingestellt.
Das seit langer Zeit verschlossene Mundloch des Bergwerks ist ein wichtiges Überwinterungsquartier des Feuersalamanders, der in der Gemarkung Ziegelhausen noch vertreten ist. 